# Iskanderkul
Iskanderkul es un lago de Tayikistán situado en la provincia de Sughd. Se encuentra a 2195 m s. n. m. en las montes Fann. Tiene forma triangular, un área de 3.4 km² y hastra 72 m de profundidad. Fue una atracción turística de la ex Unión Soviética. 

## Toponimia
Según la tradición, toma su nombre de Alejandro Magno, pues Iskander es la pronunciación centroasiática del nombre. Kul significa lago en tayiko.

### Fotografías
- Panoramio.com.
- Sscc.ru Archivado el 26 de agosto de 2011 en Wayback Machine.

- Datos: Q2478596
- Multimedia: Iskanderkul / Q2478596